# Laphria dimidiatifemur
Laphria dimidiatifemur är en tvåvingeart som beskrevs av H. Oldroyd 1960. Laphria dimidiatifemur ingår i släktet Laphria och familjen rovflugor.
Artens utbredningsområde är Madagaskar. Inga underarter finns listade i Catalogue of Life.